# Automat na kondomy

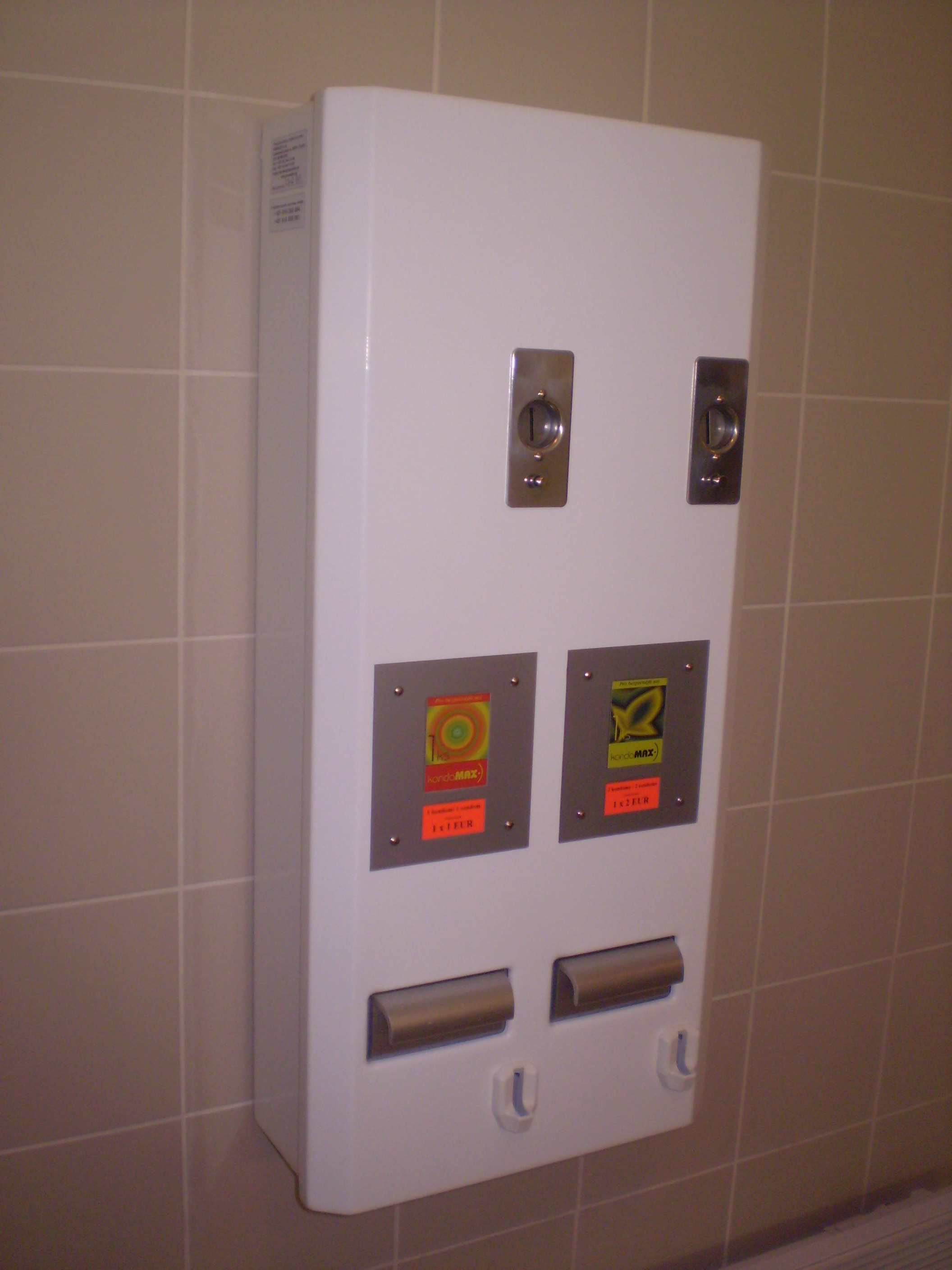
Automat na kondomy na Slovensku

Automat na kondomy, hovorově kondomat, je druh prodejních automatů. Často jsou umístěny na veřejných toaletách, stanicích metra, letištích jako opatření na podporu bezpečného sexu. Vzácně nabízejí i dámské kondomy.

## Bezpečnostní pokyny
Při použití kondomů z automatu je důležité zkontrolovat datum vypršení platnosti a samotný automat by neměl být vystaven přímému slunečnímu záření nebo jinému zdroji extrémních teplot.